# Calophasia signata
Calophasia signata är en fjärilsart som beskrevs av Costni. Calophasia signata ingår i släktet Calophasia och familjen nattflyn. Inga underarter finns listade i Catalogue of Life.